# 男爵 (德意志貴族頭銜)
男爵（縮寫为），男爵夫人（德語：Freifrau；缩写为），字面意思分別为“自由領主”和“自由女士”，和（男爵的未婚女儿和未婚姑妈）是神圣罗马帝国德语区及其各个继承国（包括奥地利、普鲁士、巴伐利亚、列支敦士登、卢森堡等）用作贵族头衔的称呼。传统上，它表示的贵族中头衔等级為（骑士）以上和（没有特定头衔的贵族）及（伯爵）以下的等級。该頭銜取代了早期的中世纪形式 。

典型的带有七颗珍珠的Freiherr王冠，常用于徽章設計

其等级相当于英国男爵头衔。 德语的杜登正字法引用了法国贵族头衔Baron ，源自拉丁语-日耳曼语组合liber baro （也同樣意味着“自由领主”），对应于德语“Freiherr”； Baron是对Freiherr的相应称呼。 

## 在封建制度下的男爵
自由領主這個階級源自这样的历史情况：所有者对其土地拥有自由（即為完全之意）所有权，而不是“unmittelbar”（“間接地”），或没有任何中间封建保有权；或者与普通男爵不同，他原本是一名骑士（Ritter）对更高的领主或主权者的附庸，与中世纪的德意志家臣不同，他们必须为领主提供行政服务。代替領主對他的男爵（Herzog）或伯爵（Graf）領地的居民行使世襲的行政和司法特權。

## Freiherr 與 Baron
這個德语頭銜在英语中被翻译为“Baron”，尽管这个头衔是在两种语言中分别衍生的。 
在德语中， 在社交场合中，通常會被更當時認為更優雅的拉丁語頭銜:“Baron”稱呼，尽管這不是官方头衔。 
另外，在 19 世纪，一些波罗的海德意志贵族家族历史上曾拥有头衔，後來被俄罗斯沙皇国以政令的形式承认为贵族，另外授予同等的俄罗斯头衔。 1919 年，魏玛共和国宪法废除了前王朝和贵族家庭成员的特权，因此头衔成为姓氏的一部分，一些受影响的家庭成员选择正式命名为，而其他波罗的海德意志貴族则更喜欢使用以强调他们的波罗的海德意志传统。这就是为什么同一家庭的成员可以有不同的正式姓氏。与其他男爵最初的区别在于， 的土地财产是不動產及土地使用權而不是領地。
从神圣罗马帝国皇帝那里获得头衔的男爵有时被称为“神圣罗马帝国男爵”（ ），以便将他们与其他男爵区分开来，尽管實際上头衔等級本身依舊是。 1806 年神圣罗马帝国解体后， 不属于任何领域的贵族等级，但根据 1815 年维也纳会议的一项决定，他们的头衔仍然得到了官方承认。从 1806 年起，当时独立的德意志君主国，例如巴伐利亚、符腾堡和利珀，都可以创建自己的贵族，其中包括（尽管勃兰登堡选帝侯作为最初完全具有治外法权的普鲁士国王，甚至在此之前就已经为自己赋予了封爵的特权）。而一些年长的男爵家族开始在正式场合中使用，为了将自己与地位低于神圣罗马皇帝的君主创建的新贵族阶层区分开来，这种用法還未过时。

## 功能

### 废除贵族制之前
与欧洲德语地区贵族中的大多数头衔和称号一样，该等级通常是世袭的，并且通常与贵族助词或一起使用在姓氏之前。  
在大多数德语地区，贵族头衔的继承并不像英国的男爵头衔那样受到长子继承制的限制。因此，这些头衔永久平等地适用于原始受赠者的所有男性后裔： 的所有合法儿子將共同繼承他的头衔和军衔，并且可以被称为 。
的妻子頭銜为字面意思是“自由女士”）， 的女儿被称为（的缩写）。这两个头衔都被翻译成英文“Baroness”(男爵夫人)。
在普鲁士和北欧的一些其他国家，只要君主制存在，Freiherr 的头衔通常用在一个人的名字之前（例如）。然而，在奥匈帝国和巴伐利亚等南德意志區域，它将插入名字和姓氏之间（例如）。

### 自从废除贵族制度以来
第一次世界大战后，欧洲大多数德语地区的君主制被废除，贵族在新成立的德国和奥地利共和国中失去了作为法律阶级的承认。

#### 在奥地利
奥地利共和国根据1919 年 4 月 3 日颁布的廢除貴族法（Adelsaufhebungsgesetz），以及州政府的相应法令。废除了其公民的世袭贵族头衔，公开使用此类头衔在过去和现在的奧地利共和國仍然是被禁止的，违规者可能会被罚款。因此如有一名稱為的奥地利公民，他將失去的称号，在他的奥地利护照上僅會有單純稱为的名字。
然而实际上，在奥地利，以前的贵族头衔仍然在社会上使用，有些人认为使用是出于礼貌。如已故的前奧匈帝國王儲奧托·馮·哈布斯堡（Otto von Habsburg），於1919年後他的奧地利護照上的姓為奥托·哈布斯堡-洛特林根（Otto Habsburg-Lothringen），但他的德国护照上則是奥托·馮·哈布斯堡（Otto von Habsburg）（他也是德国欧洲议会议员）。
2003年，宪法法院（ ）裁定，被一名带有贵族头衔的德国人收养的奥地利妇女不得在其名字中带有贵族头衔。联邦行政法院 (Verwaltungsgerichtshof）在类似案件中向欧洲法院询问奥地利的这项规定是否会侵犯欧盟的权利；欧洲法院没有反对奥地利不接受为奥地利女性名字的一部分的决定。 

#### 在德国
德意志共和国根据 1919 年魏玛宪法第 109 条，合法地将所有世袭贵族头衔转变为法定姓氏的从属部分。原来的头衔因此成为姓氏的一部分，并移到姓氏前面。如有一位名為的德国公民，他將在新法律生效後改名为。頭銜將作为姓氏的从属部分 ( " " ) 它们在名称的字母顺序排序中被忽略，就像贵族助词一样，并且可能会或可能不会被承载它们的人使用。 1919 年之后，前德意志帝國最高法院（Reichsgericht）做出的一项至今仍然有效的裁决，女性头衔形式已被法律接受为姓氏的变体。但区分主要姓氏的還是其本體，后面則是 Freiherr、Freifrau 或 Freiin，以及其他的貴族助词 – 也就是說在前面的示例中，主要姓氏還是，因此按字母顺序應列在“S”下。

## 類似頭銜
类似的头衔也出现在历史上由德意志（在文化意义上）统治的欧洲部分地区：波罗的海国家、奥匈帝国、瑞典、芬兰，以及某种程度上的丹麦和挪威。 

## 查看更多
- 帝国骑士
- 博雅尔